# Miravet (Senterada)
Miravet, o Quadra de Miravet, és una antiga quadra del municipi de Senterada, al Pallars Jussà. Està situada a ponent del terme municipal, molt a prop del límit amb el Pont de Suert i, per tant, amb la comarca de l'Alta Ribagorça. De fet, el riu de Cadolla, que passa per la Quadra de Miravet, afluent secundari del Flamisell a través del riu Bòssia, s'origina dins de l'actual terme municipal del Pont de Suert.
La Quadra de Miravet està situada al fons de la vall del riu de Cadolla, i és accessible per una pista que surt de la que mena a Naens, Burguet i Cérvoles i arriba a Cadolla en uns 6 quilòmetres des de Senterada. Un parell de quilòmetres abans d'arribar en aquest poble, just quan entra a la vall de Cadolla, la pista passa per la Quadra de Miravet.
Actualment no queda de Miravet ni vestigis de la casa principal; està del tot ocupada per boscos.

## Història
Cadolla i la Quadra de Miravet havien format ajuntament propi el 1812, amb la promulgació de la Constitució de Cadis i la reorganització territorial que se'n derivà, però foren agrupades a Senterada el febrer del 1847, en no reunir els 30 veïns (caps de família) necessaris per a mantenir la independència municipal. Actualment, la Quadra de Miravet no és res més que un topònim, ja que no queda res de les seves edificacions.
En una relació del 1831, Cadolla i la Quadra de Miravet surten esmentats amb 63 habitants. La Quadra de Miravet era a la dreta del riu de Cadolla, a la part mitjana i baixa del seu curs, al nord-est del poble de Cadolla.
Pascual Madoz parla de la Quadra de Miravet en el seu Diccionario geográfico..., del 1845. S'hi pot llegir que Cadolla y Cuadra de Miravet són en una fondalada entre dos barrancs que les defensen dels vents; el clima hi és temperat i saludable. Té 12 cases, allunyades les unes de les altres (la que més, a un quart d'hora). 7 d'elles estan agrupades, formant una petita plaça, i les altres 5 disperses. Un barranc duu aigua al poble, però la seva qualitat produeix papadas en els habitants de Cadolla i la Quadra de Miravet. Hi havia hagut un molí fariner, però el 1845 ja era mig ensorrat. El terreny és trencat, muntanyós i fluix, i produeix 150 jornals de feina de no gaire guany. S'hi collia blat, ordi, civada, patates i llegums. S'hi criaven ovelles, que produeix força llana, i també cabres i bous per a les feines del camp. Hi havia boscos, amb roures, oms, nogueres, pomeres i pereres, però el bosc s'artigava per a llaurar-lo. Hi havia caça de conills, perdius, llebres i bastants llops. També hi havia pedreres de calç i guix, que es duia a vendre a la Pobla de Segur. Els traginers de Tremp i de l'Aragó hi importaven vi i oli, i els veïns de Cadolla es proveïen de la resta en els mercats de la Pobla de Segur. En formaven la població 9 veïns (caps de família) i 50 ànimes (habitants).